# Aimé Bequet
Aimé Bequet (11 oktober 1925) is een Belgische voormalige atleet, die gespecialiseerd was in het hoogspringen en het verspringen. Hij werd driemaal Belgisch kampioen.

## Biografie
Bequet behaalde in 1946 en 1947 twee opeenvolgende Belgische titels in het hoogspringen. In 1956 werd hij Belgisch kampioen in het verspringen.
Bequet was aangesloten bij Racing Club Brussel.

## Belgische kampioenschappen
| Onderdeel    | Jaar       |
| ------------ | ---------- |
| hoogspringen | 1946, 1947 |
| verspringen  | 1956       |

## Persoonlijke records
| Onderdeel    | Prestatie | Datum        | Plaats    |
| ------------ | --------- | ------------ | --------- |
| hoogspringen | 1,80 m    | 28 juli 1946 | Beerschot |
| verspringen  | 6,86 m    |              |           |

## Palmares

### hoogspringen
- 1946:  BK AC - 1,80 m
- 1947:  BK AC - 1,80 m
- 1948:  BK AC - 1,75 m

### verspringen
- 1956:  BK AC - 6,79 m